# Dimas Lara Barbosa
Dimas Lara Barbosa (Boa Esperança, 1º aprile 1956) è un arcivescovo cattolico brasiliano, dal 4 maggio 2011 arcivescovo metropolita di Campo Grande.

## Biografia

### Formazione e ministero sacerdotale
Prima di iniziare la formazione sacerdotale, si è laureato in ingegneria elettronica presso l'Instituto Tecnológico de Aeronáutica, a São José dos Campos. Ha frequentato successivamente gli studi filosofici presso l'Instituto de Filosofia São Bento, a São Paulo e quelli teologici presso l'Instituto de Teologia Sagrado Coração de Jesus, a Taubaté. Ha infine conseguito il dottorato in teologia dogmatica presso la Pontificia Università Gregoriana.
Dopo essere stato ordinato sacerdote il 3 dicembre 1988 dal vescovo Eusébio Oscar Scheid, è stato segretario dell'Instituto Nacional de Pastoral della Conferenza Episcopale Brasiliana e segretario della commissione episcopale per la dottrina della fede.

### Ministero episcopale
L'11 giugno 2003 papa Giovanni Paolo II lo ha nominato vescovo ausiliare di Rio de Janeiro, assegnandogli la sede titolare di Megalopoli di Proconsolare.
Ha ricevuto l'ordinazione episcopale il 2 agosto successivo dall'allora arcivescovo Eusébio Oscar Scheid, S.C.I., (divenuto in seguito cardinale), co-consacranti il vescovo di São José dos Campos José Nelson Westrupp e il vescovo ausiliare di Brasilia Raymundo Damasceno Assis, divenuto in seguito cardinale.
Si è distinto nel lavoro con i prigionieri, le famiglie dei detenuti, gli agenti di polizia e le vittime di violenza con la pastorale carceraria.
Nel maggio 2007 è stato delegato alla V Conferenza Generale dei Vescovi dell'America Latina e dei Caraibi, tenutasi ad Aparecida. Durante la conferenza è stato eletto segretario generale della Conferenza nazionale dei vescovi del Brasile fino al 2011 ed è stato ricevuto in udienza papale insieme agli altri componenti l'8 ottobre 2007 e il 30 ottobre 2008.
Nel 2009 si è unito al movimento per la lotta alla corruzione elettorale e ha difeso l'atteggiamento dell'arcivescovo di Olinda e Recife, José Cardoso Sobrinho, che ha scomunicato le persone coinvolte nell'aborto compiuto da una bambina di nove anni, violentata dal suo patrigno e la cui gravidanza ha minacciato la sua vita.
È stato considerato da Época Magazine come uno dei cento brasiliani più influenti dell'anno 2009.
Il 24 settembre 2010 ha compiuto la visita ad limina.
Il 4 maggio 2011 papa Francesco lo ha promosso arcivescovo metropolita di Campo Grande, succedendo al predecessore Vitório Pavanello, dimessosi per raggiunti limiti d'età. Ha preso possesso il successivo 10 luglio.
Dal 2011 al 2015 ha ricoperto il ruolo di secondo vicepresidente del Consiglio episcopale latinoamericano e in tale veste è stato ricevuto in udienza papale il 7 ottobre 2011 e il 25 aprile 2013.

## Genealogia episcopale e successione apostolica
La genealogia episcopale è:
- Cardinale Scipione Rebiba
- Cardinale Giulio Antonio Santori
- Cardinale Girolamo Bernerio, O.P.
- Arcivescovo Galeazzo Sanvitale
- Cardinale Ludovico Ludovisi
- Cardinale Luigi Caetani
- Cardinale Ulderico Carpegna
- Cardinale Paluzzo Paluzzi Altieri degli Albertoni
- Papa Benedetto XIII
- Papa Benedetto XIV
- Papa Clemente XIII
- Cardinale Marcantonio Colonna
- Cardinale Giacinto Sigismondo Gerdil, B.
- Cardinale Giulio Maria della Somaglia
- Cardinale Carlo Odescalchi, S.I.
- Cardinale Costantino Patrizi Naro
- Cardinale Lucido Maria Parocchi
- Papa Pio X
- Cardinale Gaetano De Lai
- Cardinale Raffaele Carlo Rossi, O.C.D.
- Cardinale Amleto Giovanni Cicognani
- Arcivescovo Carmine Rocco
- Cardinale Eusébio Oscar Scheid, S.C.I.
- Arcivescovo Dimas Lara Barbosa

La successione apostolica è:
- Vescovo Janusz Marian Danecki, O.F.M.Conv. (2015)
- Vescovo João Batista de Oliveira, S.V.D. (2025)